# Kris
Der Kris, malaiisch keris ‚Dolch‘, ist ein asymmetrischer Dolch aus Südostasien, verbreitet insbesondere in Indonesien, Malaysia und den Philippinen.
Wegen seiner kulturellen und spirituellen Bedeutung setzte die UNESCO den Kris 2005 auf die „Liste der Meisterwerke des mündlichen und immateriellen Erbes der Menschheit“. 2008 wurde er in die Repräsentative Liste des immateriellen Kulturerbes der Menschheit der UNESCO übernommen.

## Beschreibung
In der malaiischen Kultur hat der Kris eine spirituelle Bedeutung, weshalb traditionelle Schmiede, die Kris herstellen, ein hohes Ansehen genießen. Manchen dieser Dolche wird eine Seele oder Eigenleben nachgesagt, so soll beispielsweise der Kris Taming Sari, der sich der Sage nach im Besitz des mythischen malaysischen Nationalhelden Hang Tuah befand, seinen Besitzer in der Schlacht unbesiegbar gemacht haben. Es gibt zahlreiche Legenden um besonders blutdürstige Dolche, die ihre Besitzer zu Amokläufern machten. Auch soll mit der Klingenspitze auf einen Menschen zu zeigen Unheil, gar den Tod dieser Person bringen.
Der Kris wurde in seltenen Situationen bei Kämpfen als Stoßwaffe eingesetzt. Es gibt spezielle Varianten, die zur Hinrichtung mittels Stoß in die Region zwischen Schlüsselbein und Schulter verwendet wurden. Diese Version (executioner’s kris) hat eine bis etwa 58 cm lange, gerade Klinge und ein am Knauf abgerundetes Heft.

## Klinge

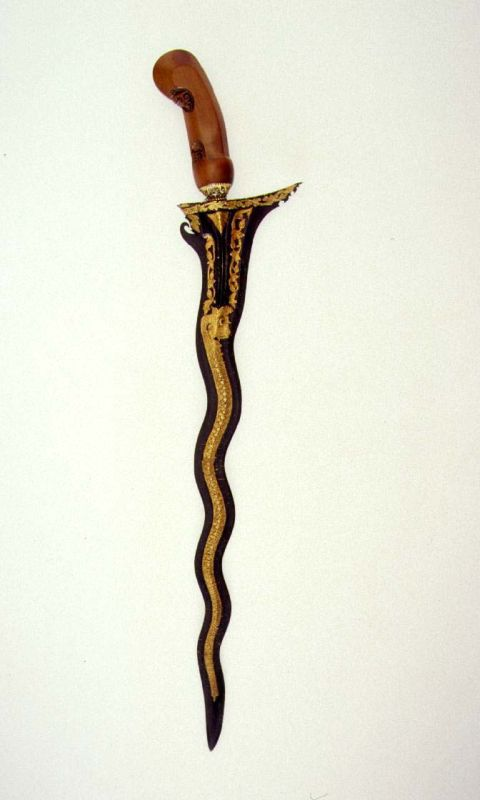
Schlangenkris (Keris Naga)

Die Klinge ist normalerweise breit an der Basis und verschmälert sich in Richtung der Spitze. Die Klingenlänge ist sehr variabel.
Neben verschiedenen Eisenerzen wird auch Nickel bei der Herstellung der Klinge verwendet. Durch die unterschiedlichen Metalle, die in Lagen verschmiedet werden, entsteht eine Struktur, die mit den Lagenstählen von japanischen Katana und  Damast-Klingen vergleichbar ist. Ist eines von den beiden Metallen, aus denen die Klinge gefertigt werden soll,  nickelhaltig, wird beim Schmieden Arsen (jav. warangan) zugefügt. Das Arsen sorgt dafür, dass das nickelfreie Metall schwarz anläuft, während das nickelhaltige Metall silbern bleibt. Beim Schmieden entsteht dadurch eine beliebte, farbige Abtrennung der Metallarten. Diese Struktur nennt man pamor. Sie wird durch Oberflächenbehandlung mit Zitronensäure noch deutlicher herausgearbeitet. Es gibt zahlreiche Pamormuster, die sehr individuell sind und zum Charakter des jeweiligen Besitzers passen sollen. Zumeist ist die Klinge geflammt, ähnlich den europäischen Zweihändern des Mittelalters. Diese Form nennt man Dapur Luk, die gerade Form Dapur Bener. Die einzelnen konkaven Bögen der Klinge werden Luk genannt und ergeben zusammengezählt immer eine ungerade Zahl. Üblich sind die Varianten Dapur Carubuk (7 Luk) und Sengkelat (13 Luk). Man findet auch 29 Luk oder mehr.
Einige Klingen stellen an ihrer Basis mythische Wesen wie einen Singa (einen Löwen), Garuda (ein mythischer Vogel), eine Naga (eine mythische Schlange) oder aber betende Figuren dar. Mythischen Sagen nach steigt mit der Anzahl der Luks die Gefährlichkeit der Waffe.

## Heft und Scheide
Die verwendeten Materialien variieren. Am häufigsten ist Holz, aber auch Horn und Elfenbein – zum Teil mit kunstvollen Einlegearbeiten – wurden verwendet. Das Heft zeigt je nach Region und dort vorherrschender Religion in islamischen Gebieten Abstraktionen, auf dem hinduistischen Bali lebensechte Darstellungen von Menschen, Göttern oder Tieren. Zwischen Griff und Klinge befinden sich oft Heftzwingen (indon. mendak) und Gefäße (indon. Selut) aus Edelmetall. Die Scheiden sind T-förmig. Das Scheidenmundstück wird wrangka oder sampir genannt.
Auch hier gibt es unterschiedlichste regionale Ausführungen, beispielsweise in Form eines Bootes. Häufig wurden die wertvollen Bestandteile des Kris – Heft und Scheide – verkauft und nur die bedeutsamere Klinge in Familienbesitz behalten. So kommt es zu unterschiedlichsten Kombinationen von Griff, Scheide und oftmals viel älterer Klinge.

## Benennung der Bestandteile
Es gibt unzählige Versionen, die sich in Klingenform, Länge und Dekoration unterscheiden. Die Bestandteile und Bereiche sind wie im Ursprungsland folgendermaßen benannt:

### Klingenbereiche
Ähnlich wie auch bei europäischen Klingen sind die Abschnitte der Klinge benannt (siehe Galerie-Bild „Klingenbereiche“). Die Klinge gibt es in zwei Versionen:
1. Dapur Bener (javan.), gerade Klinge
2. Dapur Luk (javan.), gewellte oder geflammte Klinge

Ist die gewellte Klinge mit Dekorationen in Schlangenform gestaltet, nennt man den Kris Keris Naga. In den Bezeichnungen sind auch alle Arten der Verzierungen (indon. Prabot) der Klinge, wie Ausbuchtungen, Muster, Vorsprünge und Gravuren enthalten.

### Klingenbasis
Die Klingenbasis bezeichnet den unteren Teil der Klinge zum Heft hin (siehe Galerie-Bild „Klingenbasis“). Bei vielen älteren Versionen besteht die Klingenbasis aus drei Teilen.
1. Klinge (indon. Wilah)
2. Zwischenstück (indon. Silang)
3. Angel (indon. Puting)

### Heftzwinge
Die Heftzwinge (indon. Keris Mendak, Selut) dient der besseren Befestigung von Klinge und Heft (siehe Galerie-Bild „Heftzwinge“). Sie ist in den meisten Fällen reich verziert.

### Querstück
Das Querstück (indon. Keris Wranka, Sampir) bezeichnet die Verbreiterung der Scheiden des Kris. Sie ist bei den meisten Versionen aus Holz gearbeitet. Hierbei wird bei der Auswahl das Holzes auf eine schöne Maserung geachtet. Die meisten Versionen sind glatt gearbeitet, um die Maserung hervorzuheben. Es gibt jedoch auch Versionen, die geschnitzt oder aus Metallblech, Elfenbein, Horn oder Knochen gestaltet sind (siehe Galerie-Bild „Querstück“). Die spezielle Form deutet auf ihren Herstellungsort hin.

### Scheide
Es gibt drei Grundformen der Krisscheiden (indon. Keris Pendok):
1. Bunton: Rundherum geschlossen.
2. Topengan: Auf der Vorderseite mit einem ausgeschnittenen, länglichen Fenster versehen, aber am oberen Ende am Scheidenmund geschlossen.
3. Blewah: Das obere Ende (Scheidenmund) geöffnet und schmaler verlaufendes Fenster als 2., (siehe Galerie-Bild „Scheiden“).

Die Scheiden selbst bestehen aus drei Segmenten:
1. das obere, breite Segment, Warangka, Wronka oder Seluk genannt;
2. Gandar, ein hölzerner Einsatz in der Metallscheide;
3. die äußere Metallscheide, genannt Pendok, die die Gandar komplett umschließt.

Sie sind entweder glatt gearbeitet oder mit kunstvollen Gravuren versehen. Manche Versionen wurden aus Silber hergestellt, versilbert oder vergoldet, oder auch durchbrochen dargestellt und mit einem Kern aus Holz versehen.

### Heft
Vom Heft (indon. hulu, javan. ukiran) des Kris gibt es unzählige Versionen. Sie können aus Holz, Elfenbein, Silber oder Steinarten geschnitzt sein. Je nach Region und der dort vorherrschenden Religion sind sie unterschiedlich gestaltet.
Sie können mit natürlichen oder abstrakten Darstellungen von Menschen, Tieren, Sagen- und Götterfiguren dekoriert sein.

## Bildergalerie

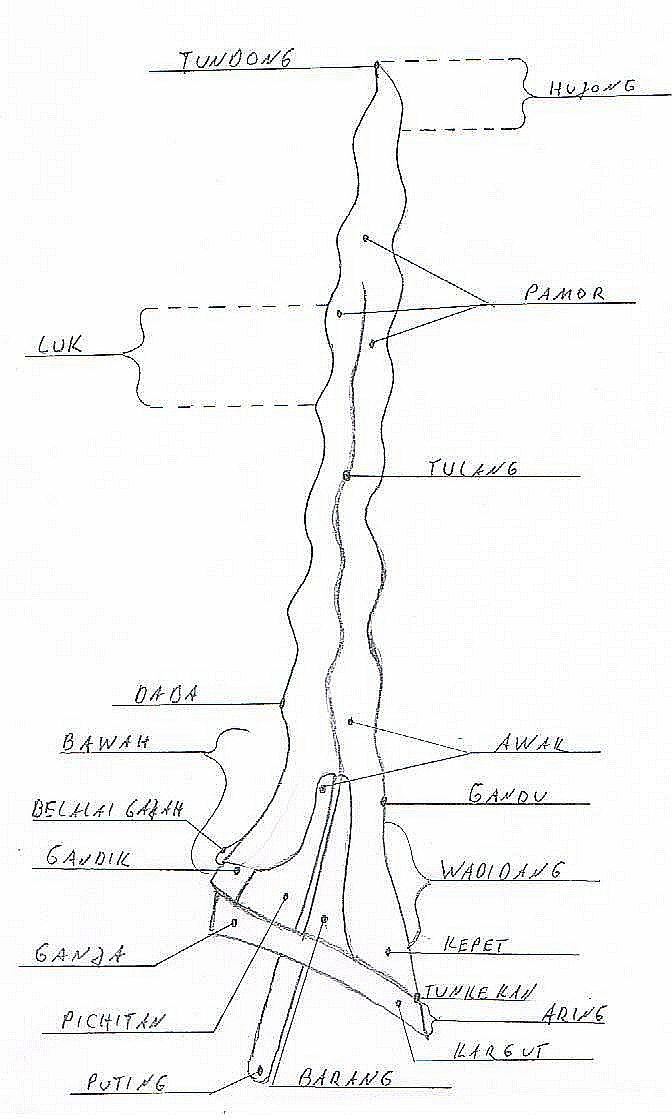
Klingenbereiche
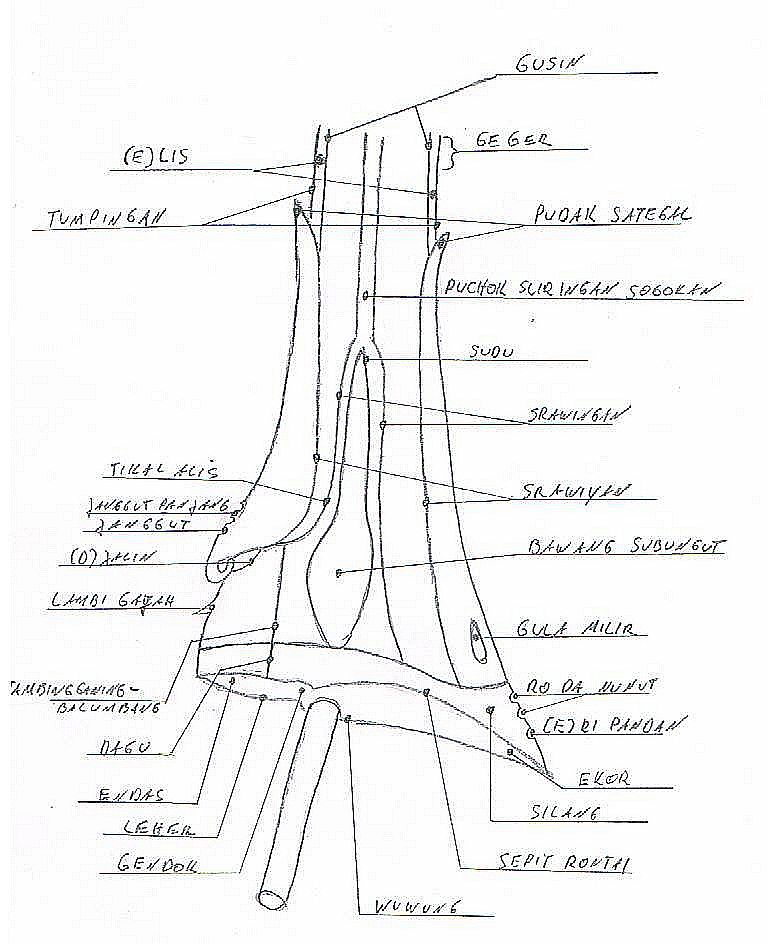
Klingenbasis
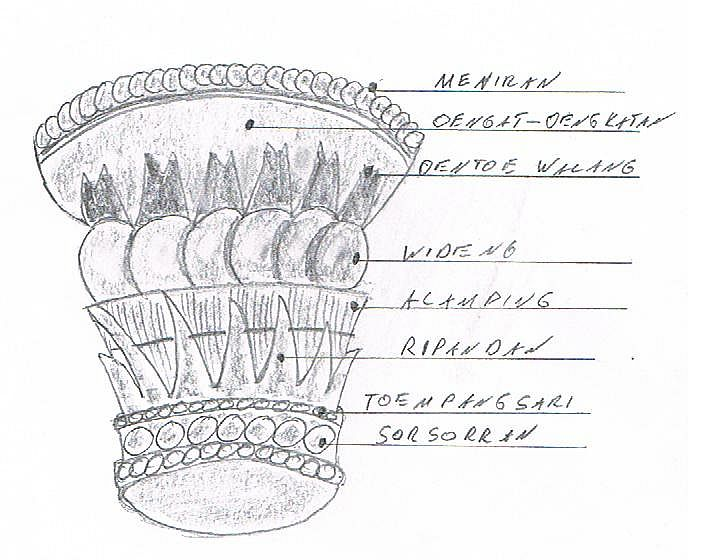
Heftzwinge
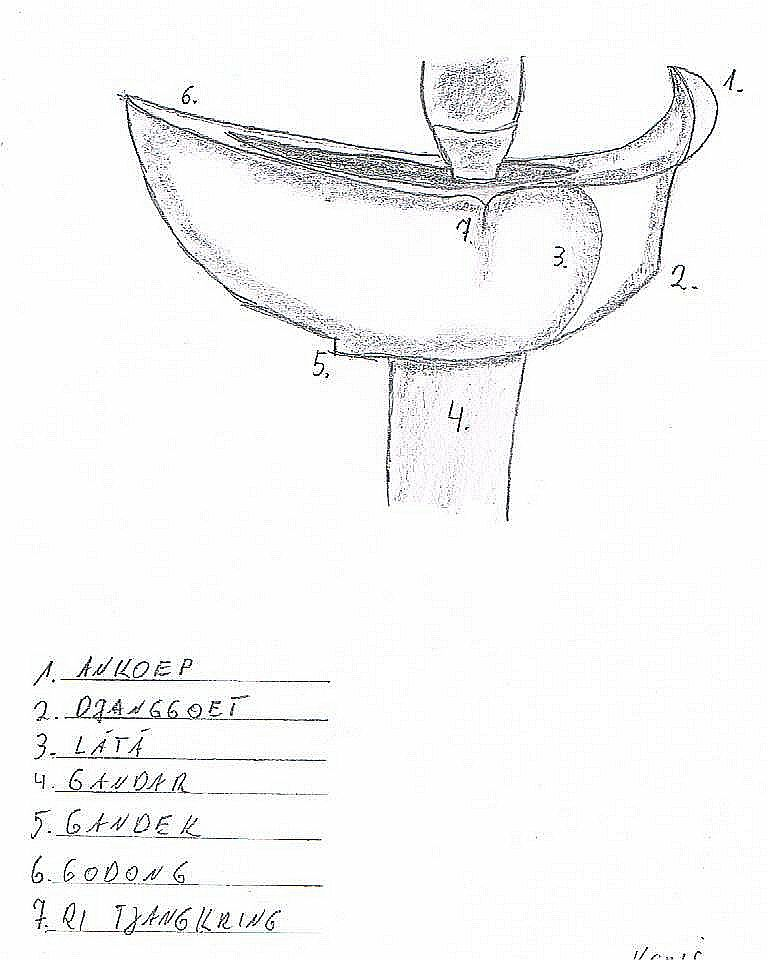
Querstück
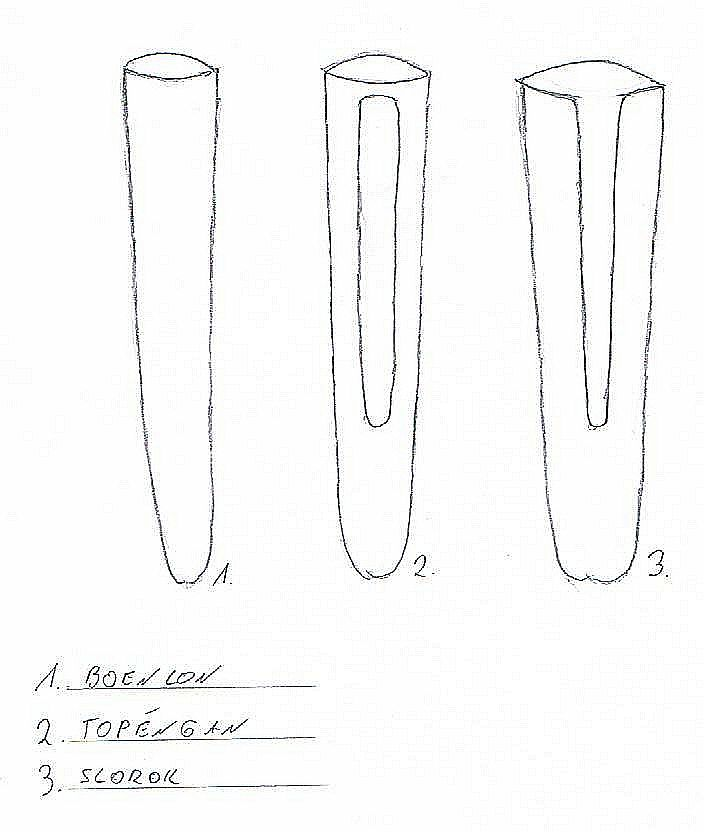
Scheiden
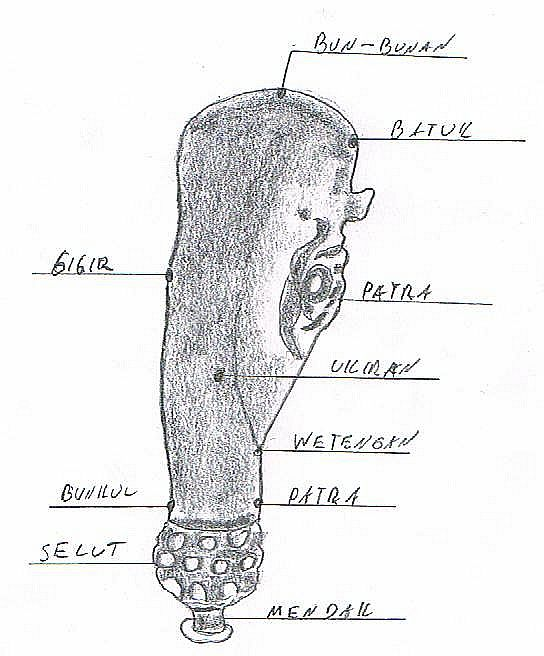
Teilbenamungen des Krishefts
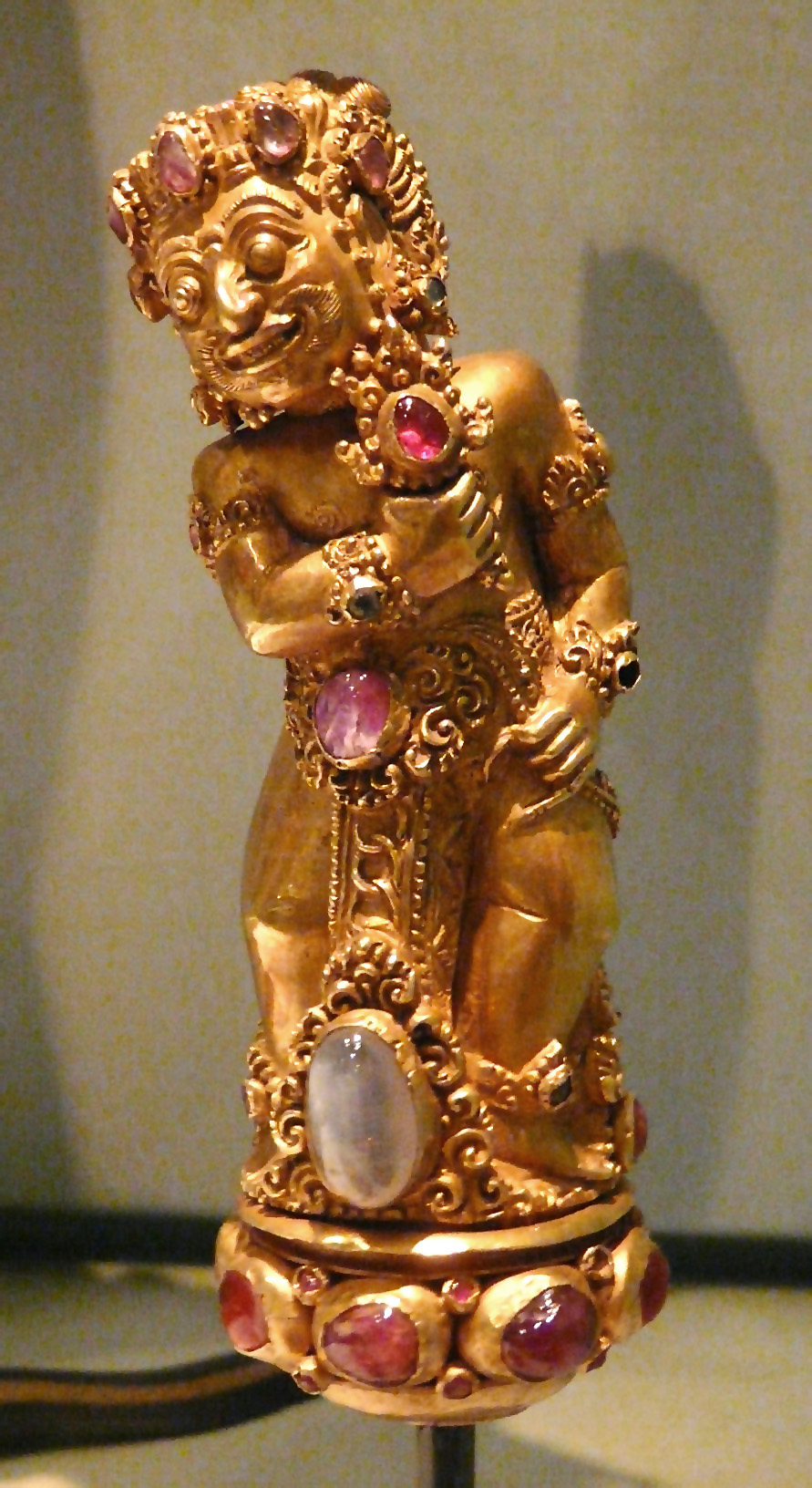
Heft aus Holz mit Metall überzogen
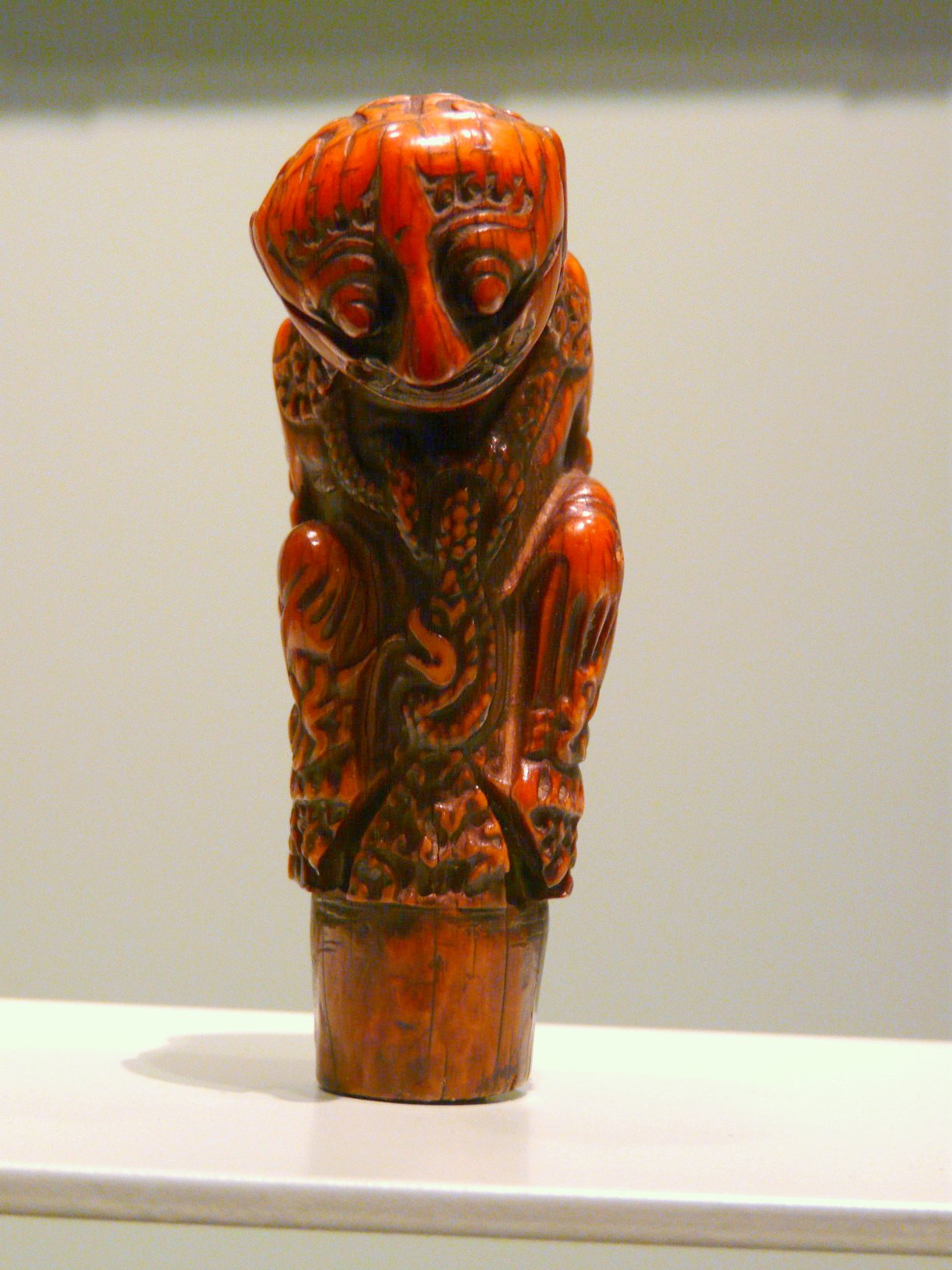
Heft aus Stein
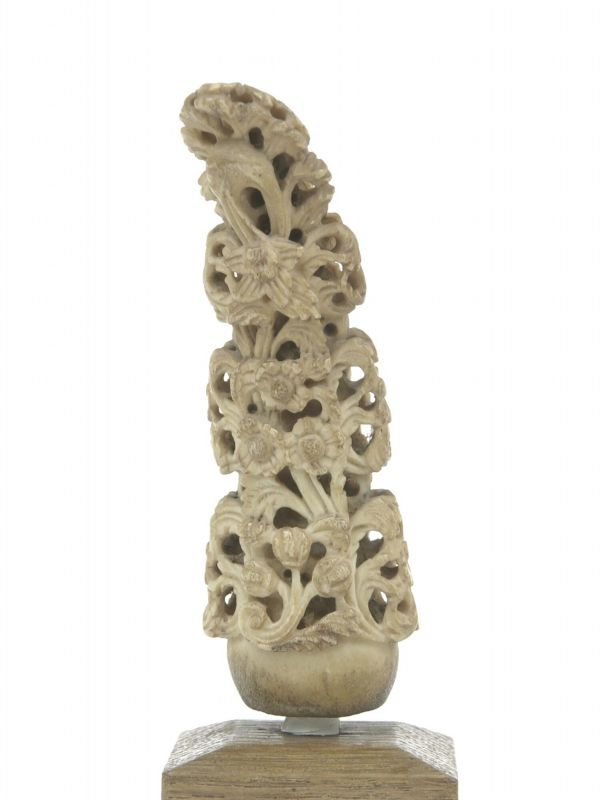
Heft aus Knochen
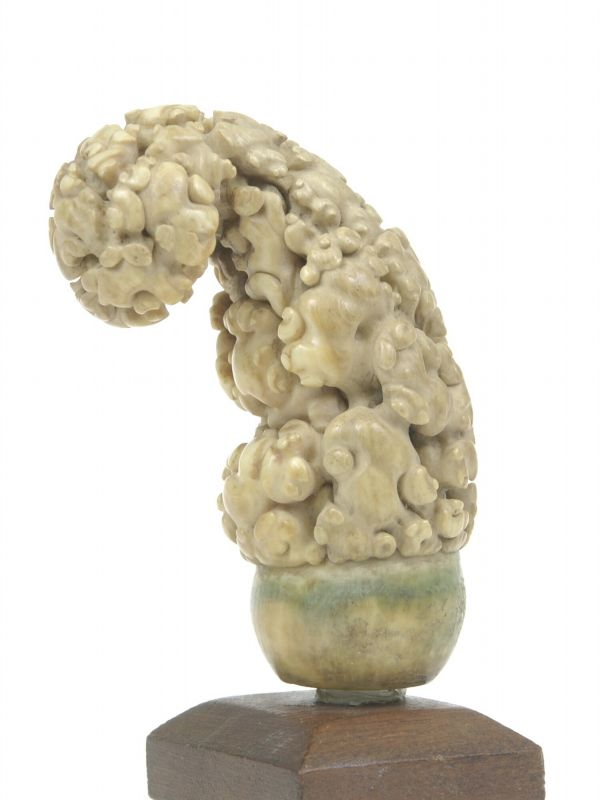
Heft aus Elfenbein
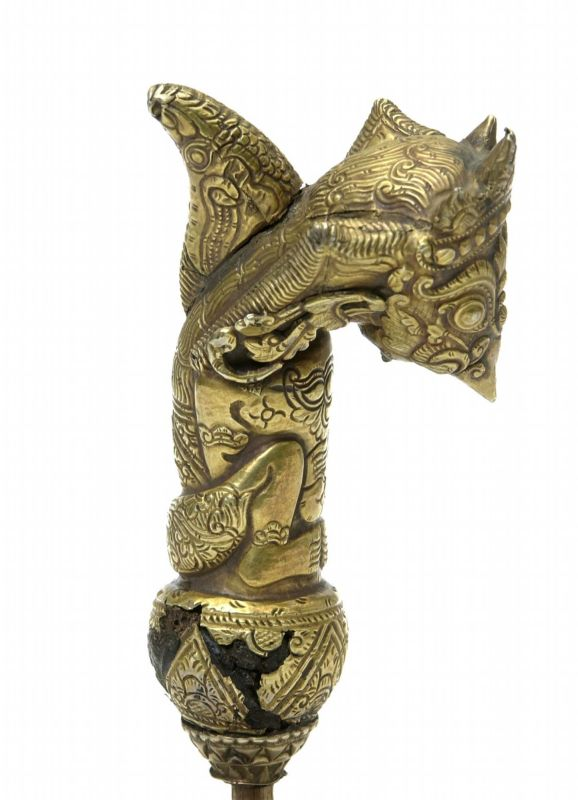
Heft aus Metall
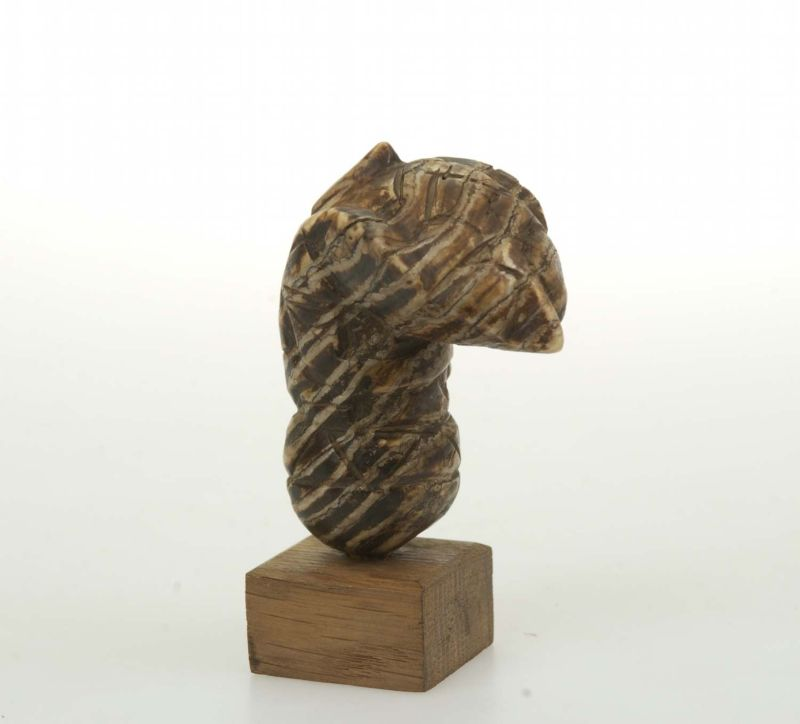
Heft aus einem fossilen Elefantenzahn
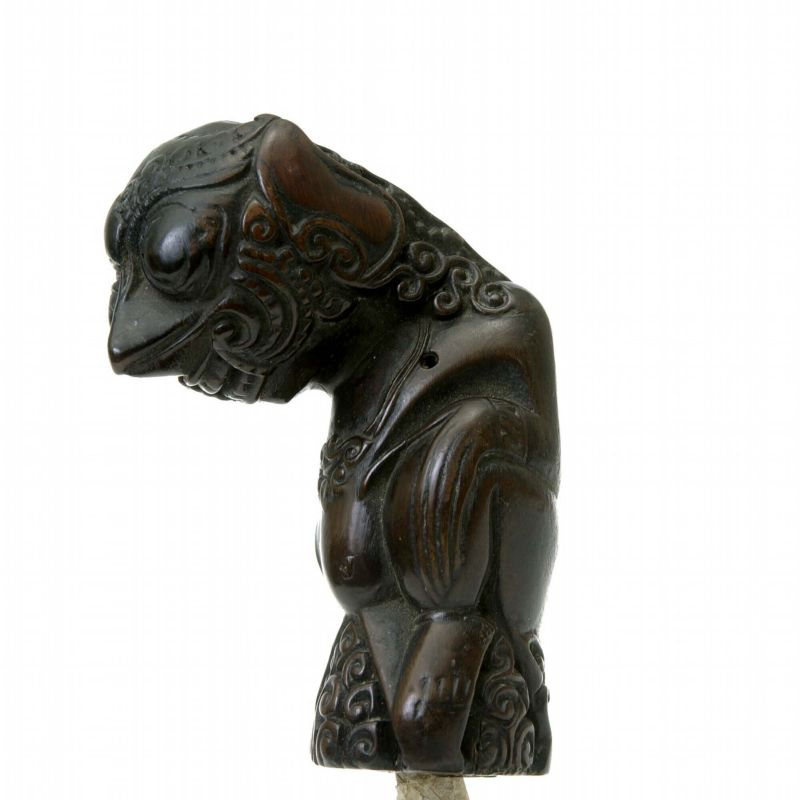
Heft aus Holz
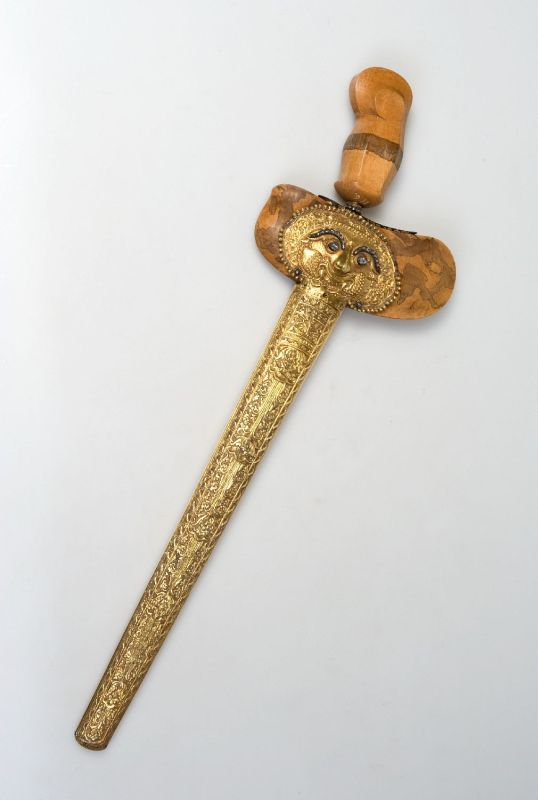
Krisscheide mit Augen aus Diamant

## Aufbewahrung
Zur Aufbewahrung werden spezielle Figuren (indon. Raksasi) gearbeitet, die so gefertigt sind, dass sie den Kris in der Hand halten.
Sie bestehen meist aus Holz, stellen Menschen oder Fabelwesen in vielen verschiedenen Versionen dar und sind mit Naturfarben bemalt.

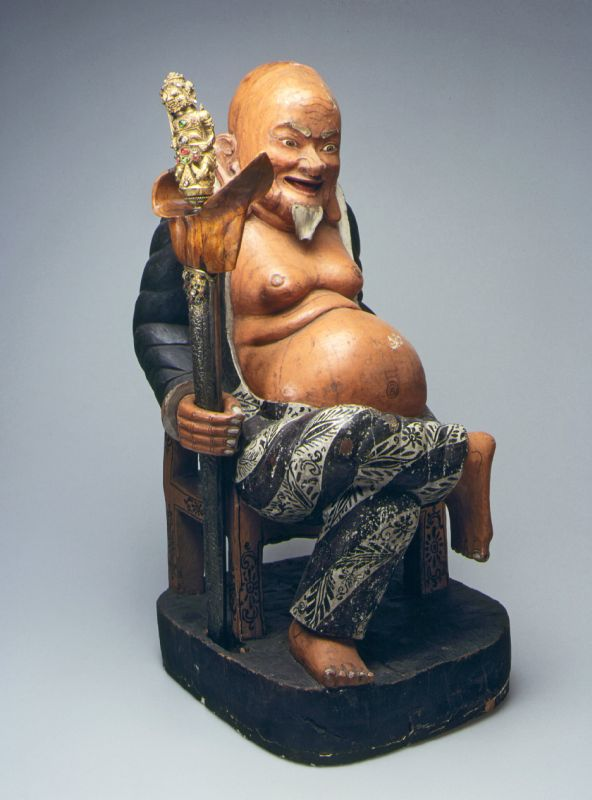
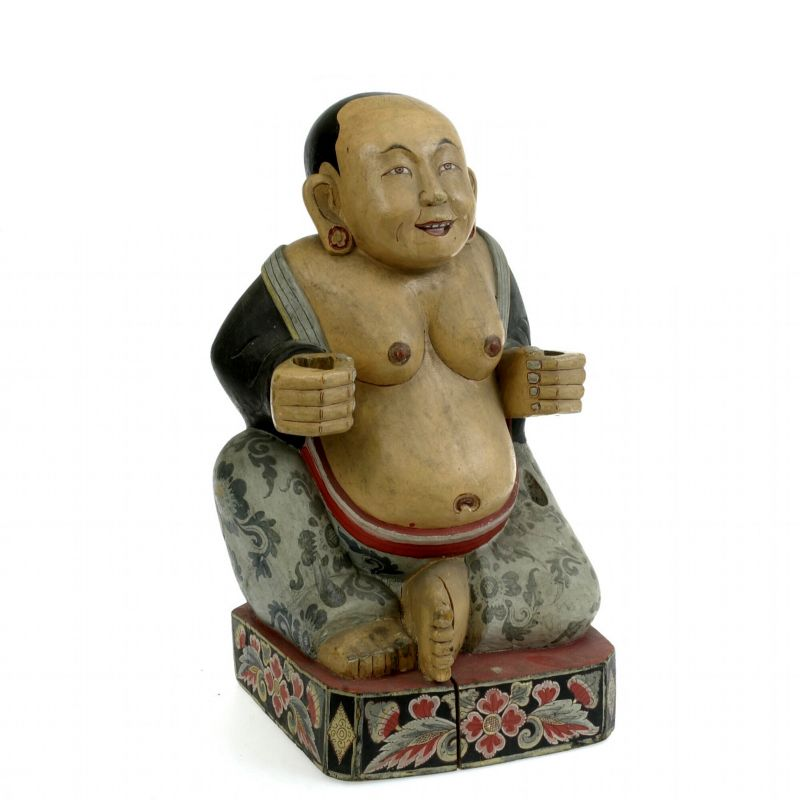

## Aberglauben
Ein Aberglauben besagt, dass ein Kris niemals in der Anwesenheit desjenigen gezogen werden darf, der dem Besitzer die Waffe gegeben hat.